# Pseudorthometopon martensi
Pseudorthometopon martensi är en kräftdjursart som beskrevs av Helmut Schmalfuss1986. Pseudorthometopon martensi ingår i släktet Pseudorthometopon och familjen Trachelipodidae. Inga underarter finns listade i Catalogue of Life.